# 中国地震局监察司
中国地震局监察司，与中央纪委驻中国地震局纪检组合署办公，简称驻局纪检组（监察司），是已撤销的由中央纪委、监察部直接领导、派驻中国地震局的纪检监察机构。

## 沿革
1999年，国务院办公厅在其印发的《中国地震局职能配置内设机构和人员编制规定》中，决定将国家地震局改组为“中国地震局”，作为国务院直属事业单位，同时设置“中央纪委驻中国地震局纪检组（中国地震局监察司）”。
2004年4月，中央纪委、中组部、中央编办、监察部出台《关于对中央纪委监察部派驻机构实施统一管理的实施意见》，规定中央纪委监察部全面实行对派驻机构的统一管理。驻地震局纪检组（监察司）由中央纪委监察部与地震局双重领导改为由中央纪委监察部直接领导。
2015年12月28日，监察司召开专题民主生活会，会议要求做到“善始善终”，做好档案整理、文书整理、工作总结、审计工作等工作，确保将来移交资料的齐全完整。2016年1月，中共中央批准中央纪委对139家中央一级党和国家机关派驻纪检机构全覆盖，共设置47家派驻机构。其中，中央纪委驻国土资源部纪检组负责归口监督国土资源部、中国地震局、国家海洋局、国家测绘地理信息局及中国地质调查局5家单位，驻地震局纪检组（监察司）不再保留。
2018年3月17日，第十三届全国人民代表大会第一次会议批准《国务院机构改革方案》。根据方案，组建应急管理部作为国务院组成部门，并将中国地震局的震灾应急救援职责划归该部，中国地震局从国务院直属事业单位转为由应急管理部管理。中国地震局纪检监察职能转由中央纪委国家监委驻应急管理部纪检监察组承担。

## 职责
中央纪委驻中国地震局纪检组包括6项职能，中国地震局监察司承担8项职能，主要涵盖地震系统纪检监察、审计监督等方面。

| 中央纪委驻中国地震局纪检组的具体职能如下： - 监督检查中国地震局及所属系统贯彻执行党的路线、方针、政策和决议的情况。 - 监督检查中国地震局党组及其成员维护党的政治纪律，贯彻执行民主集中制，选拔任用领导干部，贯彻落实党风廉政建设责任制和廉政勤政的情况 - 经批准，初步核实中国地震局党组及其成员违反党纪的问题；参与调查地震局党组及其成员违反党纪的案件；调查中国地震局及所属系统司（局）级干部违反党纪的案件及其他重要案件。 - 协助中国地震局党组组织协调地震局及所属系统的党风廉政建设和反腐败工作。 - 受理对中国地震局党组织、党员的检举、控告，受理中国地震局党组织、党员不服处分的申诉。 - 承办中央纪委交办的其他事项。 | 中国地震局监察司的具体职能如下： - 组织推进惩治和预防腐败体系建设； - 检查局属单位在遵守和执行法律法规、国务院的决定命令和中国地震局重大决策中的问题； - 监督局司级干部遵守党纪、政纪和落实党风廉政建设责任制的情况； - 受理对局司级干部违反党纪、政纪行为的控告、检举； - 调查处理局司级干部违反党纪、政纪的案件； - 受理不服纪律处分决定的申诉； - 对局属单位预算执行、决算及重大项目等进行审计监督； - 对局管干部进行经济责任审计。 |